# 穆侯 (蔡)
穆侯（ぼくこう、生年不詳 - 紀元前646年）は、春秋時代の蔡の君主。姓は姫、名は肸。哀侯の子で、哀侯の後を受けて蔡国の君主となった。紀元前646年冬、穆侯は死去した。在位29年。